# Pinatypie

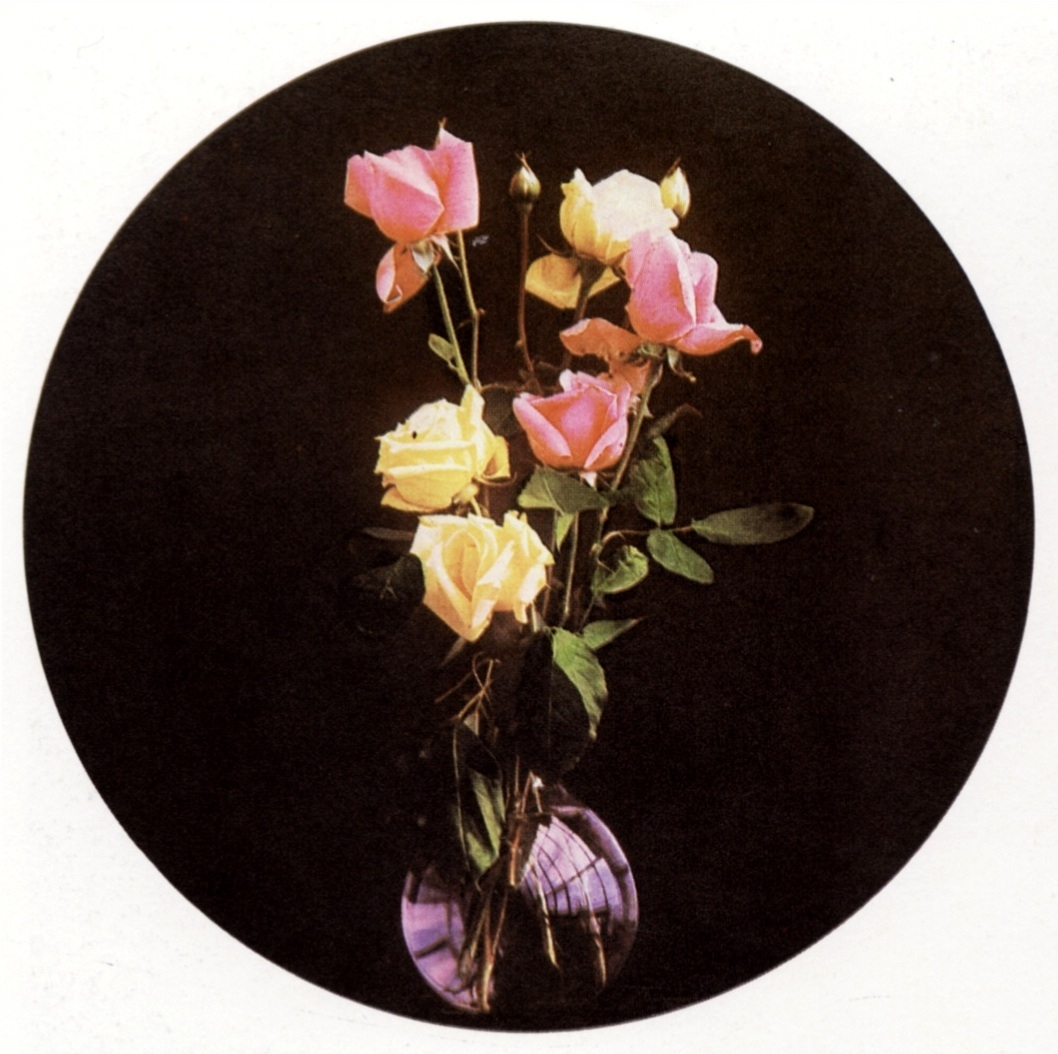
Rosen (Ernst König, 1905)

Pinatypie ist ein Verfahren, das etwa vom Anfang des 20. Jahrhunderts bis in die 1960er Jahre angewendet wurde, um, ausgehend von Diapositiven, farbige Papierbilder und Projektions-Diapositive – z. B. für die Projektion von Standbild-Werbung in Kinos – herzustellen. Der Pinatypie-Prozess ist also ein sogenanntes Diadirekt- oder Direktpositiv-Verfahren, bei dem kein Zwischennegativ angefertigt werden muss.
Das Verfahren wurde 1903 von dem Franzosen Léon Didier erfunden und von Ernst König und anderen Chemikern der Hoechst AG zur industriellen Reife entwickelt. Von ihr wurden u. a. auch die benötigten Azo-Farbstoffe und Fixierer hergestellt.
Anders als die Dye-Transfer-Prozesse, wie etwa Technicolor 4, stellte der Pinatypie-Prozess kein auf Silberhalogeniden basierendes fotografisches Verfahren dar. Stattdessen werden für die fotografische Sensibilisierung der Pinatypie andere Metallsalze, im Besonderen Bichromate, verwendet. Für die Herstellung dieser Art von Diapositiven produzierte z. B. Agfa Pinatypie-Platten, bei denen es sich um Glasscheiben handelte, die lediglich mit reiner, ungehärteter Gelatine beschichtet waren. In die Gelatineschicht wurden vom jeweiligen Verarbeiter der Platte durch Baden in einer Kaliumbichromat-Lösung die lichtempfindlichen Metallsalze eingelagert und die Platte dadurch fotografisch sensibilisiert.
Streng genommen stellt die Beschichtung einer Pinatypie-Platte deshalb keine Emulsion dar, da die Metallsalz-Ionen nicht vor der Beschichtung in der heißen, flüssigen Gelatine emulgiert wurden und auch keine Reifung der fotografischen Emulsion stattfindet, wie sie für Silberhalogenid-Prozesse typisch und zu deren Empfindlichkeitssteigerung notwendig ist.
Zur Herstellung einer dreifarbigen Pinatypie werden jeweils 2 Platten benötigt. Die beiden rohen Pinatypie-Platten werden in der oben beschriebenen Weise sensibilisiert. Dann wird auf eine der beiden Platten zunächst der Rotauszug des Vorlagedias seitenrichtig belichtet und in einem anschließenden Bad ein roter Azo-Farbstoff an das Metallsalz-Bild angelagert. Auf der zweiten Platte wird der Blau-Grün-Auszug seitenverkehrt aufbelichtet und das Metallsalz-Bild mit einem entsprechenden Azo-Farbstoff eingefärbt.
Nach dem Wässern und Trocknen der Platte mit dem Rotauszug wird diese mit einer zweiten Gelatineschicht überfangen, die wiederum mit einem Bichromat-Bad sensibilisiert wird. Ist die Platte getrocknet, werden der so präparierte Rotauszug und der bereits angefertigte Blauauszug mit ihren Gelatineschichten passgenau aufeinandergelegt und durch den Blauauszug hindurch in die zweite Gelatineschicht des Rotauszuges ein Gelbauszug seitenrichtig hineinbelichtet.
Anschließend werden die beiden Platten getrennt und das Metallsalz-Bild in der Gelatineschicht mit dem Gelbauszug – die der Rotauszug Huckepack trägt – mit einem gelben Azo-Farbstoff eingefärbt. Dabei bleibt das bereits bestehende rote Bild erhalten. Nach dem Trocknen werden die Platten (wie bereits für die Belichtung des Gelbauszuges) mit ihrer Gelatineseite wieder passgenau übereinandergelegt und zusammenmontiert. Sie bilden nun die fertige Pinatypie, die als Groß-Diapositiv zur Projektion verwendet werden kann.